# Carl Franz
Carl Franz, nemški general in vojaški zdravnik, * 27. september 1870, Königsberg, † 10. oktober 1946, Sömmerda.